# Festival Lumière 2024
Le Festival Lumière 2024 est la seizième édition du Festival Lumière.

## Déroulement et faits marquants
La seizième édition du festival a eu lieu du 12 au 20 octobre 2024.
Vanessa Paradis est l'une des invitées d'honneur de cette édition.

### Prix Lumière
Le prix Lumière est remis à l'actrice et productrice française Isabelle Huppert le vendredi 18 octobre « pour l'ensemble de son œuvre : sa carrière embrasse une part immense de l'histoire du cinéma contemporain ».

### Rétrospectives
- Rétrospective Fred Zinnemann[4]
- Rétrospective Toshirō Mifune[5]

### Événements, hommages, invitations
- Soirée d'ouverture : projection du film Un revenant (1946) de Christian-Jaque. Un Prix Lumière spécial est décerné au cinéaste Costa-Gavras remis par Tim Burton[6],[7]. Un hommage est aussi rendu à Michel Blanc[8].
- Séance de clôture : projection du film Plein Soleil (1960) de René Clément en mémoire d'Alain Delon[9].
- Séance famille : projection film d'animation Les Douze Travaux d'Astérix (1976) de René Goscinny et Albert Uderzo.
- 12e édition du Marché International du film classique du 15 au 18 octobre 2024.
- Hommage à Costa-Gavras avec la projection de deux de ses films.

### Prix
- 10e prix Raymond Chirat : Laurent Mannoni
- 11e Prix Bernard Chardère : Marie Sauvion
- 9e prix Fabienne Vonier : Anna Marsh

### Statistiques
180 000 spectateurs ont participé à cette édition qui proposait la projection de 157 films sur 407 séances dans 38 salles, avec un taux de remplissage de 91 %.